# Pen-y-bont-Fawr
Pen-y-bont-Fawr är en community i Storbritannien.   Den ligger i kommunen Powys och riksdelen Wales, i den södra delen av landet, 260 km nordväst om huvudstaden London.